# 河田久雄
河田久雄（かわだひさお、1947年-）は、日本のイラストレーター。
1947年生まれ。長野県飯山市生まれ、現在東京都杉並区在住。
武蔵野美術短期大学芸能デザイン科卒業。
「イラストレーターズ37」（S.I.年鑑） 国際部門入選。
1996年N.Y.ミュージアム オブ イラストレーターズにて13人展。
N.Y.ソサエティ オブ イラストレーターズ会員。

## 来歴
- 1947年 長野県飯山市生まれ
- 1968年 武蔵野美術短期大学芸能デザイン科卒業
- 1968年 建築設計事務所にて2年間建築パースの仕事をする
- 1970年 たき工房（ジャパングラフィックス社）入社
- 1971年-1975年 イラストレーターとしてデザイン会社数社を経てフリーランスへ
- 1980年 渡米
- 1980年 東京デザイナーズスペースに於て「クリエイターズ'80」展
- 1981年 渡米
- 1982年 三幸ギャラリーに於て6人展
- 1984年 大瀧詠一のレコードジャケット「EACH TIME」制作
- 1984年 小学館より「NIAGARA SONGBOOK 2」出版
- 1984年 原宿マツダロータリーに於て個展
- 1985年 渡米
- 1986年 電通アドギャラリーに於て「SEVEN UP」展 北千住WIZに於て個展
- 1991年 六本木アートボックスギャラリーに於て企画展
- 1994年 講談社「日本のイラストレーション年鑑」に入選
- 1995年 第37回ソサエティオブイラストレーターズ国際部門入選　ソサエティオブイラストレーターズ会員